# Íñigo Calderón Zapatería
Íñigo Calderón Zapatería (nascut el 4 de gener de 1982) és un exfutbolista professional basc que jugava com a lateral dret, i és l'actual entrenador adjunt del Deportivo Alavés B.
Va jugar a l'Alacant i l'Alavés a Espanya, es va incorporar al Brighton & Hove Albion el 2010 i va romandre diversos anys al club, el qual va participar en 232 partits de competició.

## Carrera de club

### Espanya
Nascut a Vitòria-Gasteiz, Àlaba, País Basc, Calderón va començar la seva carrera professional amb l'Alacant CF a Segona Divisió B, aconseguint dos primers llocs i un tercer durant els seus tres anys, però veient el seu equip fracassar consecutivament en els play off d'ascens.
L'any 2007 va passar al Deportivo Alavés (ja havia representat els seus equips C i B al començament de la seva carrera), jugant dues temporades de Segona Divisió –sovint fent de capità de l'equip– i patint el descens en el seu segon any.

### Brighton & Hove Albion
El 7 de gener de 2010, després d'un període inactiu, Calderón va signar amb el club de la Football League One Brighton & Hove Albion un contracte fins al final de la temporada. Va debutar nou dies després en una victòria per 2-1 a Walsall, i va marcar el seu primer gol amb els Seagulls en un altre partit fora de casa (també victòria per 2-1), contra el Charlton Athletic el 23 de febrer.
L'oferta d'un nou contracte al Brighton va ser retirada després que Calderón acceptés unir-se als rivals de la League One, Southampton, el maig de 2010. No obstant això, el 10 de juny, el jugador va fer marxa enrere i va signar un nou contracte de tres anys amb el Brighton, amb l'entrenador Gus Poyet afirmant que "Calde és un jugador de qualitat i sempre va ser el nostre lateral dret titular".
A la temporada 2010-11, Calderón va marcar vuit gols, inclòs un gol a la primera part en la victòria per 4-3 sobre el Dagenham & Redbridge que va ajudar l'Albion a aconseguir l'ascens a l'Championship. Posteriorment va signar una pròrroga d'un any del seu contracte, mantenint-lo al club fins al 2014.
Calderón va marcar el seu primer gol de la temporada 2011-12 en la victòria a casa per 2-0 contra el Bristol City, un gran xut des de 25 iardes. Va aparèixer principalment com a migcampista dret a la temporada 2014-15, marcant quatre gols i posteriorment va ser votat jugador de la temporada.

### Darrers anys
El 9 de juliol de 2016, amb 34 anys, com a agent lliure, Calderón va signar un contracte d'un any amb el club xipriota de la Primera Divisió Anorthosis Famagusta FC. El 19 de juliol de 2017, va passar a la Super League índia amb el Chennaiyin FC.
Calderón va tornar a l'Alavés immediatament després de retirar-se, com a entrenador ajudant del filial.

## Vida personal
Calderón té un màster en psicologia de l'esport. També és professor titulat.

## Estadístiques de la carrera

### Club
| Club                    | Temporada     | Lliga                  | Lliga   | Lliga | Copa    | Copa | Lliga Cup | Lliga Cup | Altres  | Altres | Total   | Total |
| Club                    | Temporada     | Divisió                | Partits | Gols  | Partits | Gols | Partits   | Gols      | Partits | Gols   | Partits | Gols  |
| ----------------------- | ------------- | ---------------------- | ------- | ----- | ------- | ---- | --------- | --------- | ------- | ------ | ------- | ----- |
| Alavés B                | 2000–01       | Segona Divisió B       | 1       | 0     | —       | —    | —         | —         | —       | —      | 1       | 0     |
| Alavés B                | 2001–02       | Segunda División B     | 2       | 0     | —       | —    | —         | —         | —       | —      | 2       | 0     |
| Alavés B                | 2002–03       | Segunda División B     | 35      | 1     | —       | —    | —         | —         | —       | —      | 35      | 1     |
| Alavés B                | 2003–04       | Segunda División B     | 33      | 0     | —       | —    | —         | —         | —       | —      | 33      | 0     |
| Alavés B                | Total         | Total                  | 77      | 1     | —       | —    | —         | —         | —       | —      | 71      | 1     |
| Alicante                | 2004–05       | Segunda División B     | 25      | 0     | 2       | 0    | —         | —         | 2       | 0      | 29      | 0     |
| Alicante                | 2005–06       | Segunda División B     | 31      | 4     | 3       | 1    | —         | —         | 4       | 0      | 38      | 5     |
| Alicante                | 2006–07       | Segunda División B     | 28      | 1     | 0       | 0    | —         | —         | 4       | 0      | 32      | 1     |
| Alicante                | Total         | Total                  | 84      | 5     | 5       | 1    | —         | —         | 10      | 0      | 99      | 6     |
| Alavés                  | 2007–08       | Segona divisió         | 20      | 0     | 2       | 0    | —         | —         | —       | —      | 22      | 0     |
| Alavés                  | 2008–09       | Segunda División       | 32      | 1     | 1       | 0    | —         | —         | —       | —      | 33      | 1     |
| Alavés                  | Total         | Total                  | 52      | 1     | 3       | 0    | —         | —         | —       | —      | 55      | 1     |
| Brighton & Hove Albion  | 2009–10       | League One             | 19      | 1     | 1       | 0    | 0         | 0         | —       | —      | 20      | 1     |
| Brighton & Hove Albion  | 2010–11       | Lliga One              | 44      | 7     | 5       | 1    | 0         | 0         | 1       | 0      | 50      | 8     |
| Brighton & Hove Albion  | 2011–12       | Championship           | 32      | 4     | 4       | 0    | 3         | 0         | —       | —      | 39      | 4     |
| Brighton & Hove Albion  | 2012–13       | Championship           | 28      | 0     | 1       | 0    | 1         | 0         | 2       | 0      | 32      | 0     |
| Brighton & Hove Albion  | 2013–14       | Championship           | 23      | 2     | 4       | 0    | 1         | 0         | 2       | 0      | 30      | 2     |
| Brighton & Hove Albion  | 2014–15       | Championship           | 35      | 4     | 2       | 0    | 4         | 0         | —       | —      | 41      | 4     |
| Brighton & Hove Albion  | 2015–16       | Championship           | 17      | 0     | 1       | 0    | 2         | 0         | —       | —      | 20      | 0     |
| Brighton & Hove Albion  | Total         | Total                  | 198     | 18    | 18      | 1    | 11        | 0         | 5       | 0      | 232     | 19    |
| Anorthosis Famagusta FC | 2016–17       | Cypriot First Division | 28      | 3     | 4       | 0    | —         | —         | —       | —      | 32      | 3     |
| Chennaiyin              | 2017–18       | Indian Super League    | 20      | 3     | —       | —    | —         | —         | —       | —      | 20      | 3     |
| Chennaiyin              | 2018-19       | Indian Super League    | 12      | 1     | —       | —    | —         | —         | —       | —      | 12      | 1     |
| Chennaiyin              | Total         | Total                  | 32      | 4     | —       | —    | —         | —         | —       | —      | 32      | 4     |
| Total carrera           | Total carrera | Total carrera          | 471     | 32    | 30      | 2    | 11        | 0         | 15      | 0      | 521     | 34    |

1. 1 2 3 4 5  Appearances in Promotion Play-offs
2. ↑  Appearances in Football League Trophy

## Palmarès
Brighton & Hove Albion
- Football League One: 2010–11[30]

Chennaiyin
- Superliga índia: 2017–18

Individual
- Equip de l'any de la PFA : League One 2010–11[31]
- Jugador més apte de la Super League índia: 2017–18[32]